# Stuart: A Life Backwards
Stuart: A Life Backwards es una biografía del escritor Alexander Masters de su amigo Stuart Clive Shorter, anteriormente, en varias ocasiones, un prisionero y un criminal de carrera.

## Sinopsis
Explora cómo un niño, algo discapacitado desde el nacimiento, se volvió mentalmente inestable, criminal y violento, viviendo sin hogar en las calles de Cambridge. Como sugiere el título, el libro parte de la vida adulta de Shorter y trabaja hacia atrás para rastrear su problemática niñez, examinando los efectos que su familia, educación y discapacidad tuvieron en su eventual estado.

## Libro
El libro fue preseleccionado para los premios Whitbread Book Awards en 2005 por su biografía y el Premio Hawthornden 2006.  Ganó el premio Premio Guardián al Primer Libro en 2005. Recientemente muchas escuelas secundarias en el Reino Unido lo han incluido en su programa académico de educación superior para el idioma.

## Película
Una dramatización televisiva con el mismo nombre, protagonizada por Tom Hardy como Shorter y Benedict Cumberbatch como Masters, fue coproducida por la BBC y HBO en 2007. Tom Hardy fue nominado a un BAFTA de 2008 por su interpretación de Stuart Shorter.  Además, Laurence Hobbs interpretó el papel de Smithy.